# Canyella (color)
Canyella o canella, terrós o alatzà, és el color de l'escorça del canyeller, que s'anomena també canyella. El pelatge dels mamífers pot ser d'aquest color i el plomatge de les ocells.

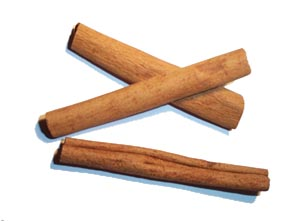
Canyella
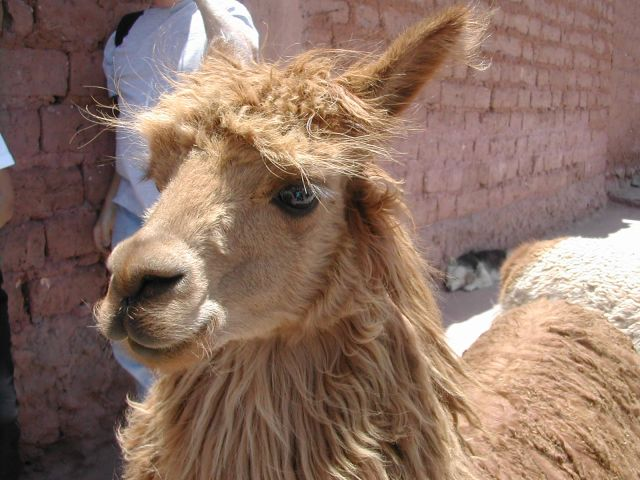
Alpaca
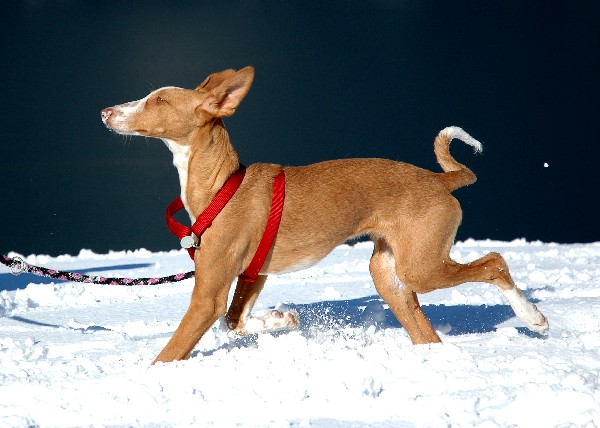
Podenc eivissenc
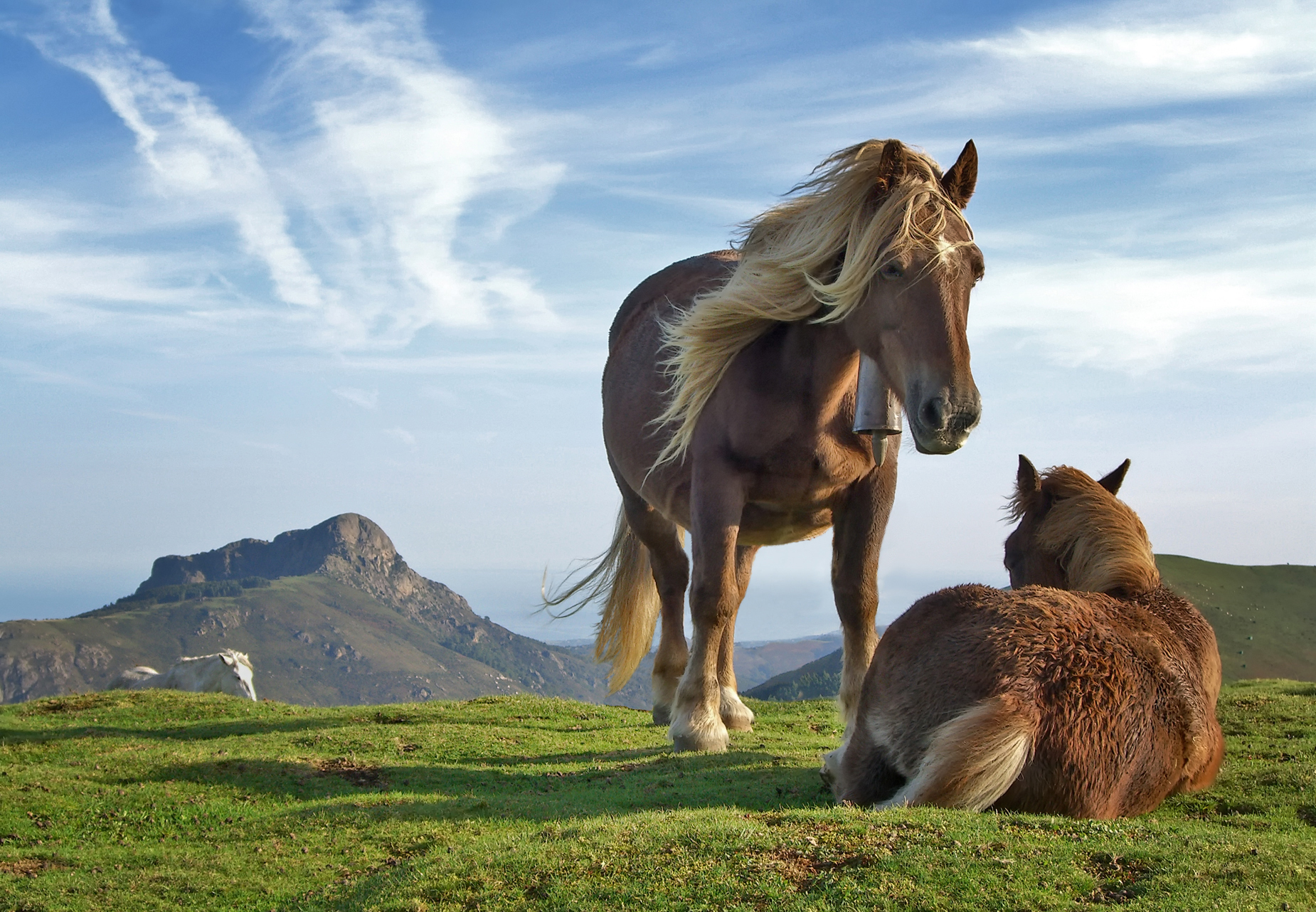
Cavalls
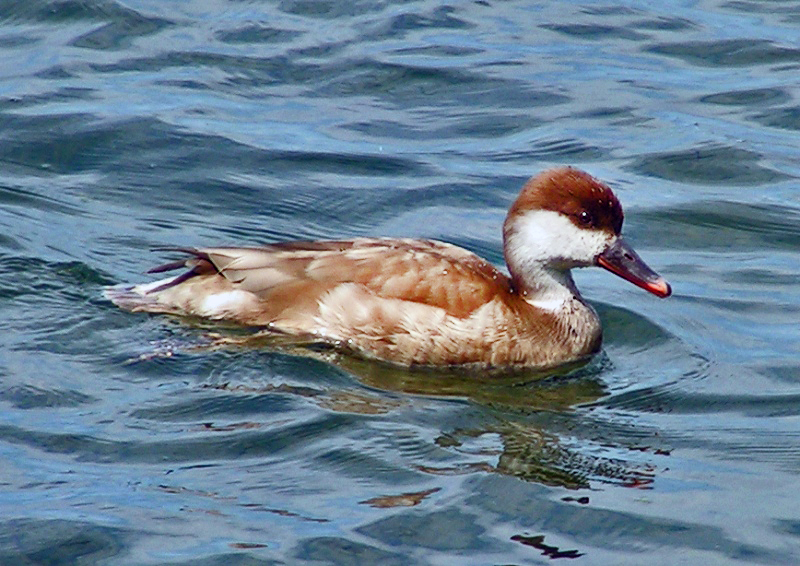
Xibec
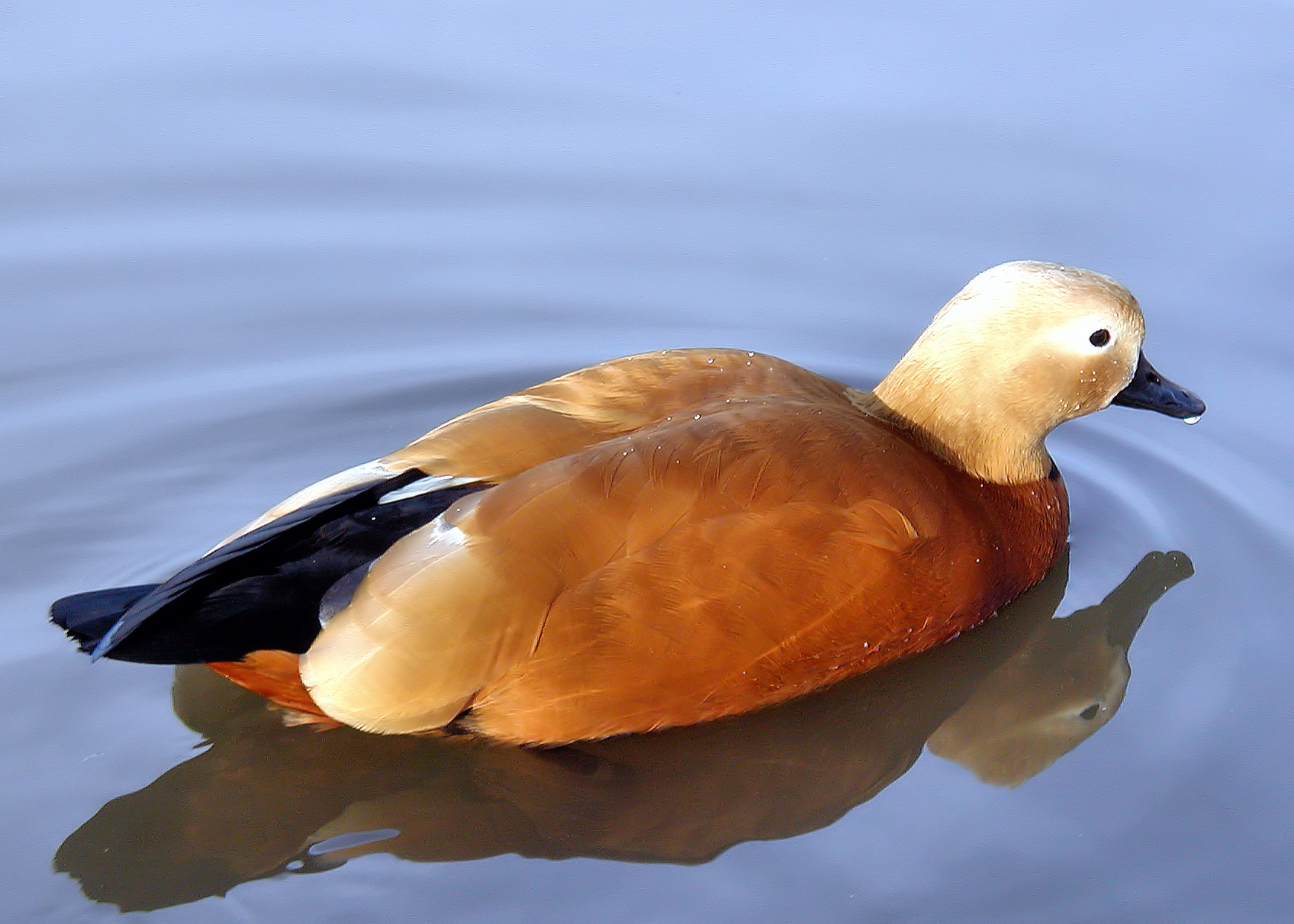
Ànec canyella
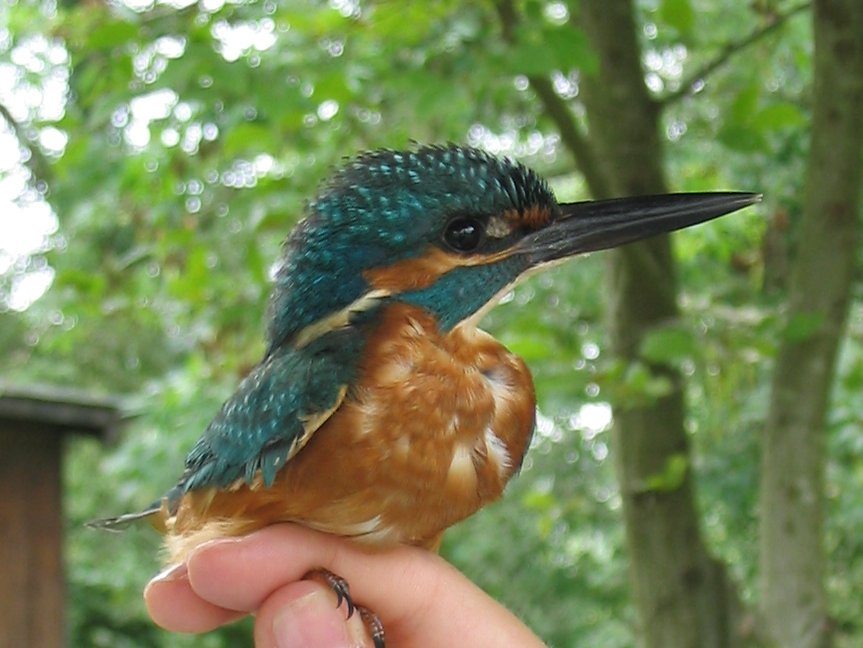
Blauet

Una mostra del color canyella: